# Władysław Wągiel
Władysław Wągiel (ur. 25 czerwca 1923 w Grudziądzu, zm. 23 maja 1974 w Warszawie) – polski pisarz, poeta i działacz społeczny.

## Życiorys
Władysław Wągiel urodził się 25 czerwca 1923 w Grudziądzu jako syn Leopolda i Charatyny z domu Wielgan. W roku 1936 ukończył szkołę powszechną im. H. Sienkiewicza, mieszczącą się do 1945 r. przy ul. H. Sienkiewicza 23. Następnie uczył się w Szkole Handlowej Związku Towarzystw Kupieckich na Pomorzu przy ul. Jana III Sobieskiego 10, w tym czasie był członkiem Koła Szkolnego Polskiego Towarzystwa Krajoznawczego, które prowadził Józef Błachnio (1912-1968), po II wojnie światowej historyk, etnograf i pracownik grudziądzkiego Muzeum Miejskiego. Po wybuchu II wojny światowej Władysław Wągiel pozostał na terenie Grudziądza, skąd został wywieziony przez Niemców na roboty przymusowe do Gryfina. Pracował tam m.in. w cukrowni, okresowo przebywał też w obozie pracy. Po zakończeniu wojny wrócił do rodzinnego Grudziądza, gdzie w latach 1945–1952 pracował jako urzędnik. W dniu 24 czerwca 1948 r. wziął w Grudziądzu ślub z Wandą Mindykowską. W roku 1952 zamieszkał w Warszawie, gdzie ukończył studia ekonomiczne. Przez następne lata pracował jako kierownik Działu Upowszechniania Czytelnictwa Ludowej Spółdzielni Wydawniczej i jako członek zespołu redakcyjnego „Regionów”. W latach 1966–1967 był redaktorem naczelnym dwutygodnika Książka dla Ciebie, a ponadto działaczem i sekretarzem Rady Krajowej Korespondencyjnego Klubu Młodych Pisarzy. Był także członkiem Związku Literatów Polskich.
Jako poeta debiutował wierszem "Pielgrzymi" w 1946 r. w dodatku literacko-naukowym „Głosu Pomorza” pt. „Młodzi piszą”, a prozą w 1959 r. opowiadaniem „Tygrysiątko” w tygodniku społeczno-kulturalnym "Orka". ”. W latach następnych publikował utwory prozą oraz recenzje m.in. w pismach: "Tygodnik Kulturalny", „Głos Młodzieży Wiejskiej”, „Książki dla Ciebie”, „Regiony”, „Pomorze”, „Zarzewie”, „Razem”, „Nowa Wieś”, „Zielony Sztandar” i „Dziennik Ludowy”. W 1968 r. Ludowa Spółdzielnia Wydawnicza wydała drukiem pierwszą jego powieść pt. „Ślad człowieka”, nagrodzoną na konkursie literackim zorganizowanym m.in. przez Związek Literatów Polskich. W rok później Wydawnictwo MON w Warszawie wydało jego powieść o tematyce grudziądzkiej pt. „W twierdzy Courbiere’a”, a w 1971 roku wyszła drukiem najważniejsza w jego dorobku literackim powieść pt. „Fajka z hebanu”. W ostatnim okresie swojego życia pracował nad powieścią o przedwojennej grudziądzkiej fabryce wyrobów gumowych „PePeGe”. Nie zdążył jej ukończyć.
Jego książki były wznawiane. Zmarł 23 maja 1974 r. w Warszawie, i pochowany jest wraz z żoną na Cmentarzu Północnym. Jego synem jest Piotr Wągiel, także poeta i prozaik.
Władysław Wągiel ma swoją ulicę w Grudziądzu.

## Najważniejsze dzieła
- Ślad człowieka (1968)
- W twierdzy Courbiere'a (1969)
- Fajka z hebanu (1971)
- Informator bibliograficzny Korespondencyjnego Klubu Młodych Pisarzy 1959-1974, we współpracy z Reną Marciniak: (1974)